# Vandremalerne
Vandremalerne, eller mere korrekt "Selskabet til organisering af kunst-vandreudstillinger", var en russisk kunstnergruppe. Gruppen er også kendt under det russiske navn Peredvisjniki.  Gruppen eksisterede fra 1871 til 1923 og nåede at organisere 48 store  udstillinger, der blev vist et par måneder i Sankt Petersborg og Moskva og kom derefter på vandring ud til provinsens store byer.

## Gruppens dannelse
Gruppen blev dannet i 1870 af 14 elever fra akademiet som en reaktion mod det russiske kunstakademis konservatisme. De var utilfredse med en stillet prisopgave, "Gudernes Fest i Valhal", et emne fra den nordiske mytologi, hvilket forekom dem fjernt fra samtidens problemer. Ivan Kramskoj, der var elev på kunstakademiet, reagerede mod den akademiske kunst og var en initiativtager til "de fjortens revolte".
Gruppen ønskede at skildre det moderne russiske samfund og bruge kunst til at belyse samfundsmæssige og politiske spørgsmål. Gruppen havde fra starten et dobbelt formål: De skulle være selvstyrende og uafhængige af statsmagten og akademiet. Kunstnerne mente, at de med deres demokratiske og realistiske kunst, der viste samfundsproblemer, kunne påvirke udviklingen i samfundet.
Gruppens medlemmer stod over for noget hidtil ukendt og nyt i Rusland. Hidtil havde kunst været et statsligt anliggende og for at bliver kunstner skulle man have afgang fra akademiet i Sankt Petersborg eller fra Institut for Malerkunst og Skulptur i Moskva. Uden afgangsbevis var man ikke kunstner, og som kunstner kom man op rangstigens nederste trin og slap dermed fri for pryglestraf og fri for militærtjeneste.
Den socialt engageret kunst, social uretfærdighed og vanskelige levevilkår var i fokus og spillede en stor rolle hos vandremalerne. Kunstnere som Vladimir Makovskij, Ilja Repin og Nikolai Jarosjenko afbildede hemmelige politiske møder, straffefanger og sultende bønder. Ilja Repins berømte Pramdragerne ved Volga eller Burlaki, en af de mest kendte værker af russisk kunst på alle.

## Inspiration
Kunstnerne var også interesseret i Ruslands fortid. Malerier inspireret af folkeeventyr, skildringer af religiøse traditioner og billeder af hverdagen var også med i deres motivverden.
Mange af vandremalerne var specialister i landskabsmaleri.  Billeder af Ruslands sletter og skove kom til at symbolisere fædrelandet og spillede en rolle i dannelsen af en national identitet.
Landskabsbilleder kunne også have politiske implikationer. Isaak Levitans Vej til Vladimir, som for de uindviede er en idyl; en sandet sti over en eng, skildrer faktisk vejen til de strafferetlige kolonier i Sibirien.
Næsten alle kulturpersonligheder i perioden 1870-1900 i Rusland blev portrætteret af gruppen ofte i en psykologiserende stil.

## Betydning
Vandremalerne blev en betydningsfuld faktor, og havde deres storhedstid før 1900.  Derefter blev det til værker af genrekunst med meningsløs karakter. Succesen medførte, at selv kunstnere, der ideologisk var uenige med Vandremalere, var med som udstillende gæster, blandt andre Mark Antokolski, Vasily Vereshchagin og Andrei Ryabushkin
Kulturskribenten Vladimir Stásov var vigtig som kritikker og som demokrat for udviklingen af Vandremalernes kunst. Købmanden fra Moskva, Pavel Tretjakov, viste deres værker i sit galleri (i dag Tretjakovgalleriet) og gav dem  moralsk støtte og opkøbte flere af deres billeder.                                                                                                                                           

## Medlemmer
- Abram Arkhipov
- Pavel Brullov
- Nikolaj Ge
- Kārlis Hūns
- Nikolaj Kasatkin
- Aleksandr Kiseljov
- Ivan Kramskoi
- Arkhip Kuindzhi
- Nikolaj Kuznetsov
- Isaac Levitan
- Rafail Levitskij
- Alexander Litovchenko
- Vladimir Makovskij
- Vasilij Maksímov
- Grigorij Mjasojedov
- Leonid Pasternak
- Vasilij Perov
- Vasilij Polenov
- Illarion Prjanisjnikov
- Ilja Repin
- Andrej Rjabusjkin
- Konstantin Savitskij
- Aleksej Savrasov
- Valentin Serov
- Emily Shanks
- Ivan Shishkin
- Vasilij Surikov
- Apollinarij Vasnetsov
- Viktor Vasnetsov
- Jefim Volkov
- Nikolaj Jarosjenko

## Galleri
- Ilja Repin, Burlaki eller Pramdragere ved Volga, 1870-1873, Det russiske museum
- Nikolai Yaroshenko, Den blinde eller Gruppe af blinde, 1879
- Vladimir Makovskij, Bankkrak, 1880, Det russiske museum
- Vasily Surikov, Henrettelsen af Streltsij, 1881, Tretjakovgalleriet
- Nikolai Yaroshenko, Overalt er der liv, 1888, Tretjakovgalleriet
- Isaak Levitan, Vej til Vladimir, 1892, Tretjakovgalleriet